# Faristodiplosis furcata
Faristodiplosis furcata är en tvåvingeart som beskrevs av Fedotova 2006. Faristodiplosis furcata ingår i släktet Faristodiplosis och familjen gallmyggor. Inga underarter finns listade i Catalogue of Life.